# Asakusa

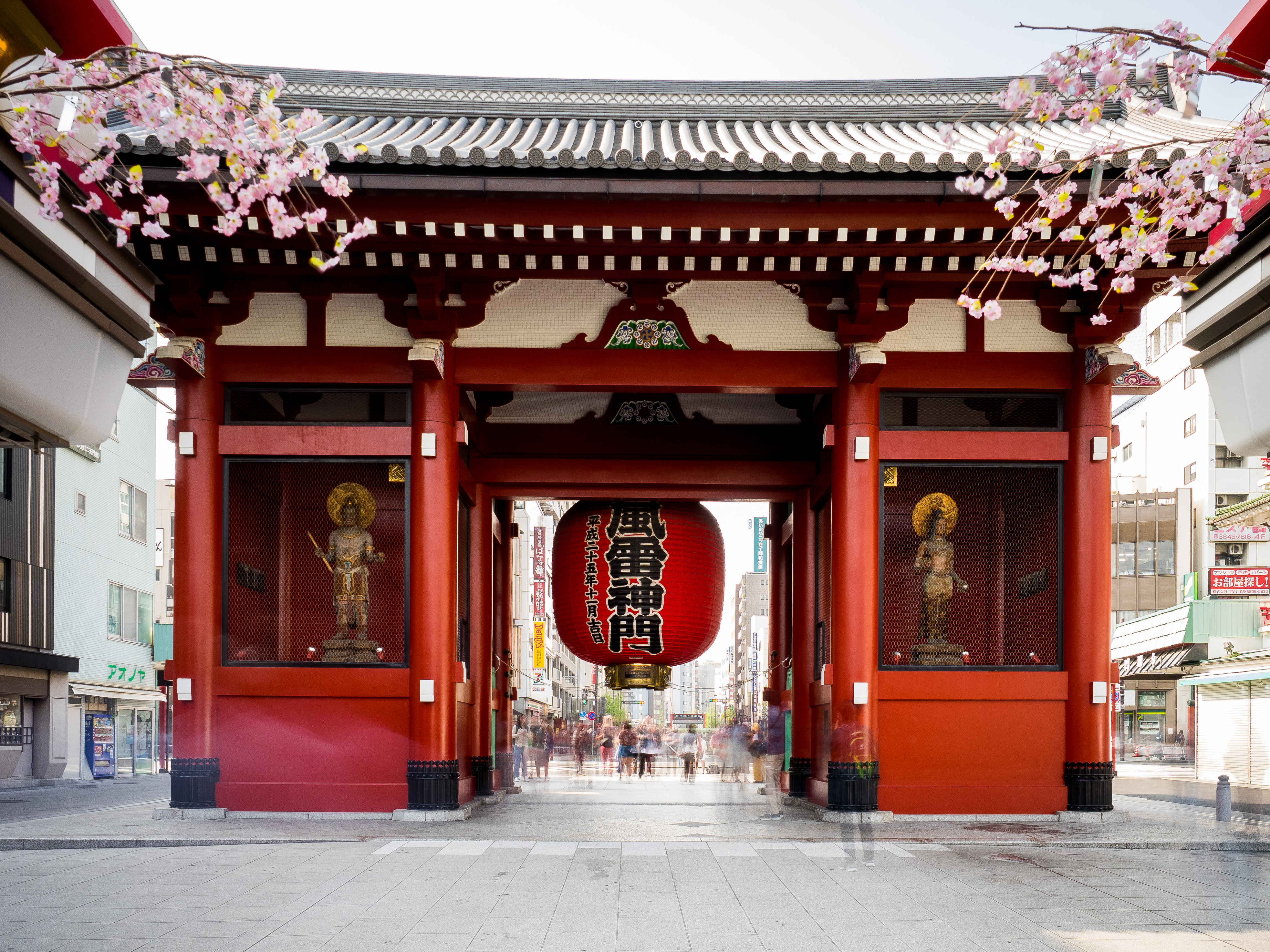
De Kaminarimon (toegangspoort) in Asakusa.

Asakusa (浅草) is een district in Taitō, Tokio (Japan). Asakusa is vooral bekend van de Sensō-ji, een boeddhistische tempel. Verder vinden in Asakusa meerdere festivals plaats.

## Geschiedenis
Asakusa was gedurende het grootste deel van de 20e eeuw het primaire entertainmentdistrict van Tokio. In de Rokku bevonden zich enkele bekende bioscopen zoals de Denkikan. Het gouden tijdperk van Asakusa wordt behandeld in Kawabata's roman The Scarlet Gang of Asakusa (1930; Engelse vertaling, 2005).
Asakusa werd tijdens de Tweede Wereldoorlog zwaar getroffen door het Bombardement op Tokio. Na de oorlog werd het gebied herbouwd. Mede door de bombardementen zijn maar weinig gebouwen in Asakusa ouder dan 50 jaar. De meeste gebouwen in Asakusa dateren uit de jaren 50 en 60 van de 20e eeuw.
Zijn status als entertainmentdistrict is Asakusa inmiddels kwijtgeraakt aan Shinjuku.

## Boeddhistische tempel Sensō-ji
De Sensō-ji is een boeddhistische tempel gewijd aan de Bodhisattva Guanyin. De toegangspoort wordt de Kaminarimon of 'Thunder Gate'  genoemd.

## Geografie
Asakusa ligt aan de noordoostelijke kant van centraal Tokio, aan het oostelijke einde van de Eidan-Ginza lijn. Het centrale deel van Asakusa staat bekend als Shitamachi, wat letterlijk “lage stad” betekent. De wijk ligt aan de oever van de Sumida.

## Festivals
Asakusa telt een groot aantal tempels en schrijnen, die elk hun eigen festivals hebben. Elke tempel organiseert minimaal een keer per jaar een matsuri (een Shintofestival). Het grootste festival is de Sanja Matsuri in mei.
Asakusa telt tevens een hoop traditionele Ryokan. Naast de Sensō-ji bevindt zich een klein carnavalscomplex genaamd Hanayashiki. Eenmaal per jaar wordt er een carnaval in Braziliaanse stijl gehouden.
Asakusa is het oudste geishadistrict van Tokio. Gemiddeld werken er nog 45 geisha's.

## Galerij

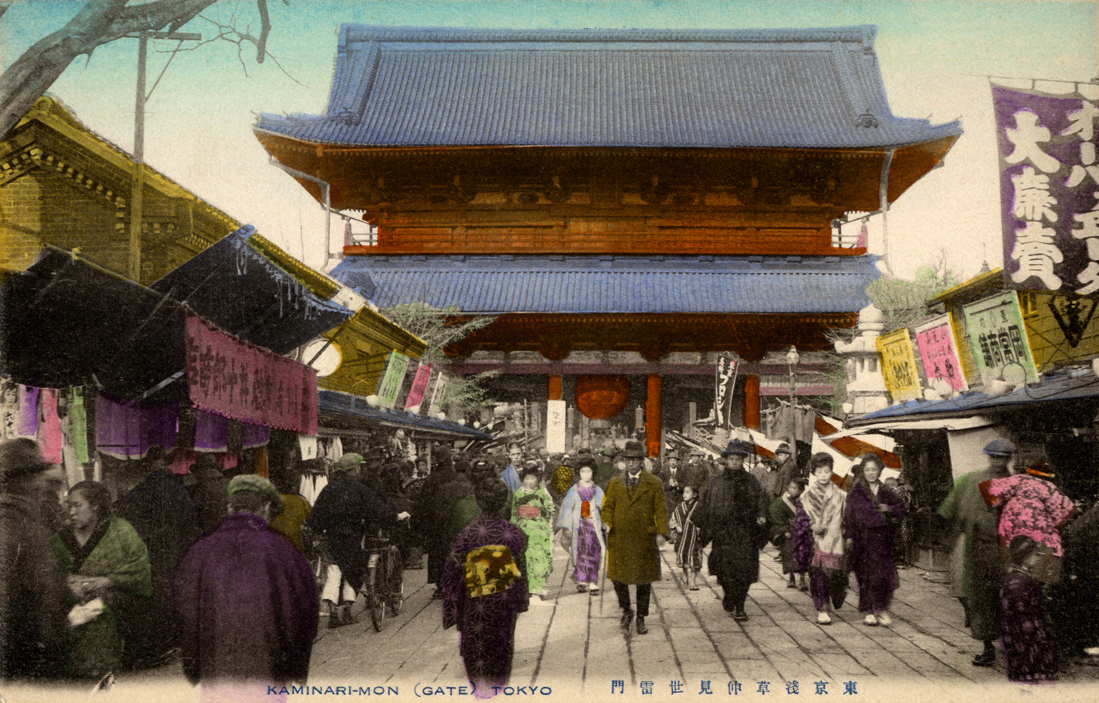
Asakusa - Taisho Era
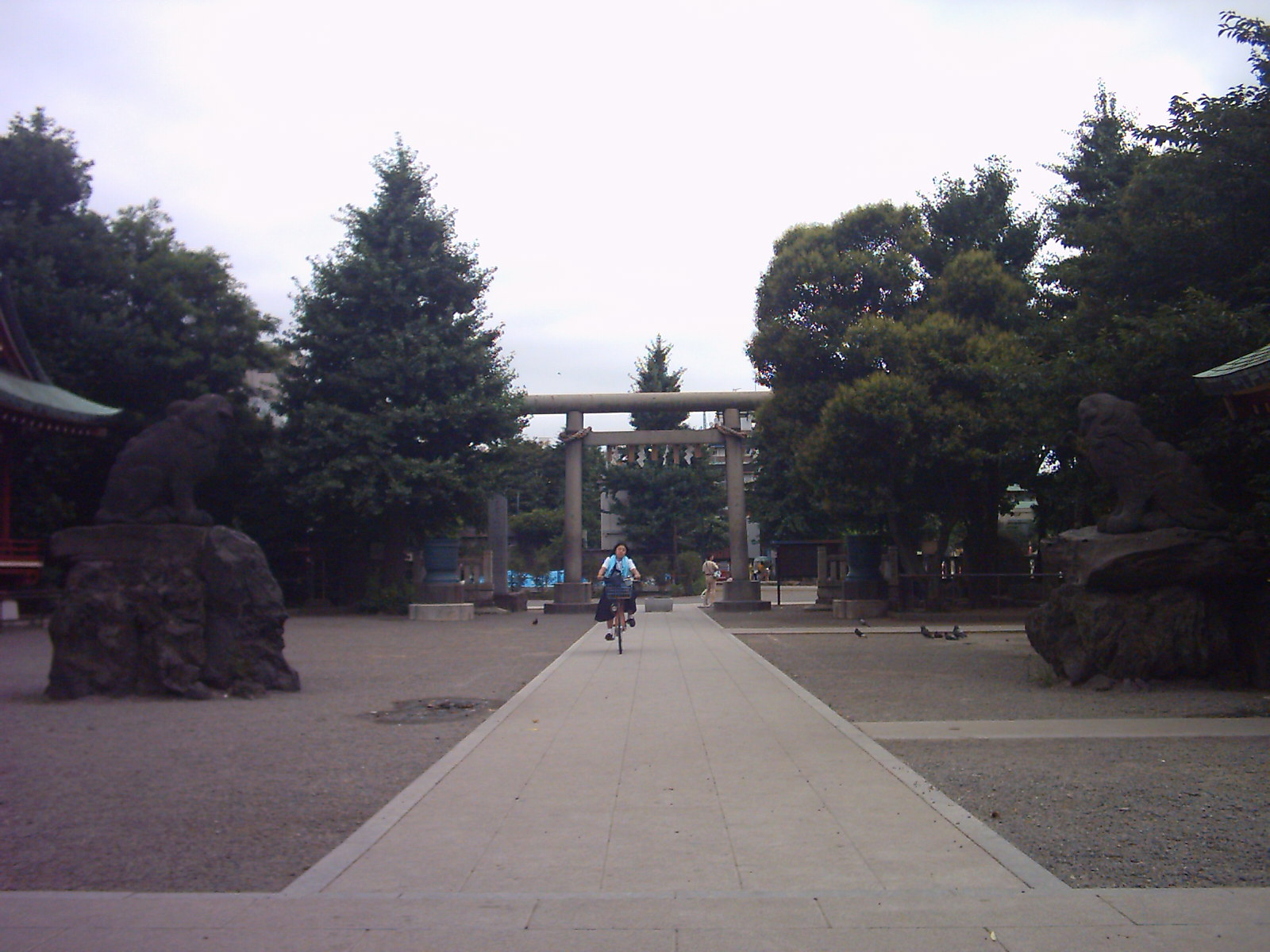
Poort naar de Asakusaschrijn
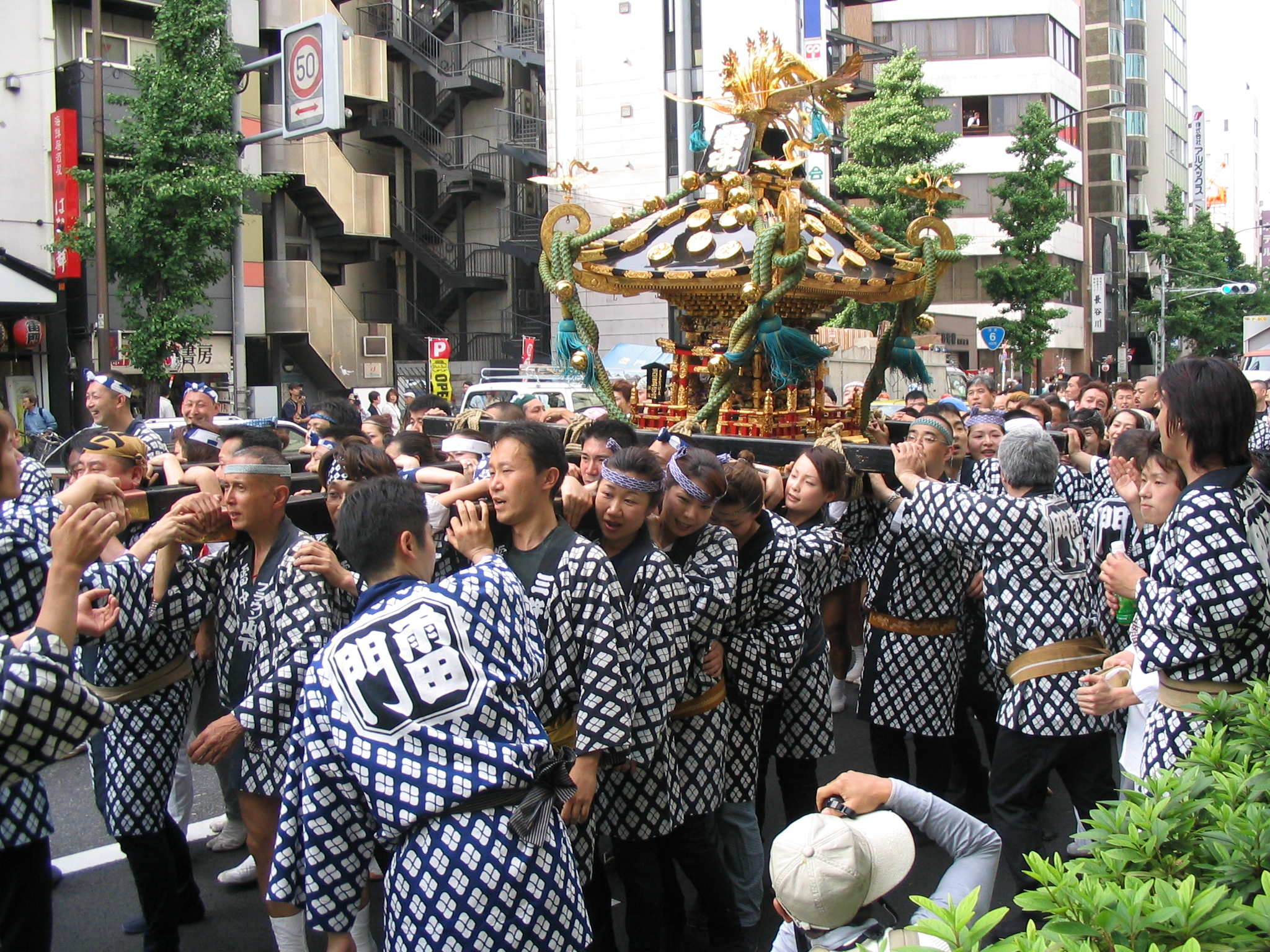
Sanja Matsuri in Asakusa
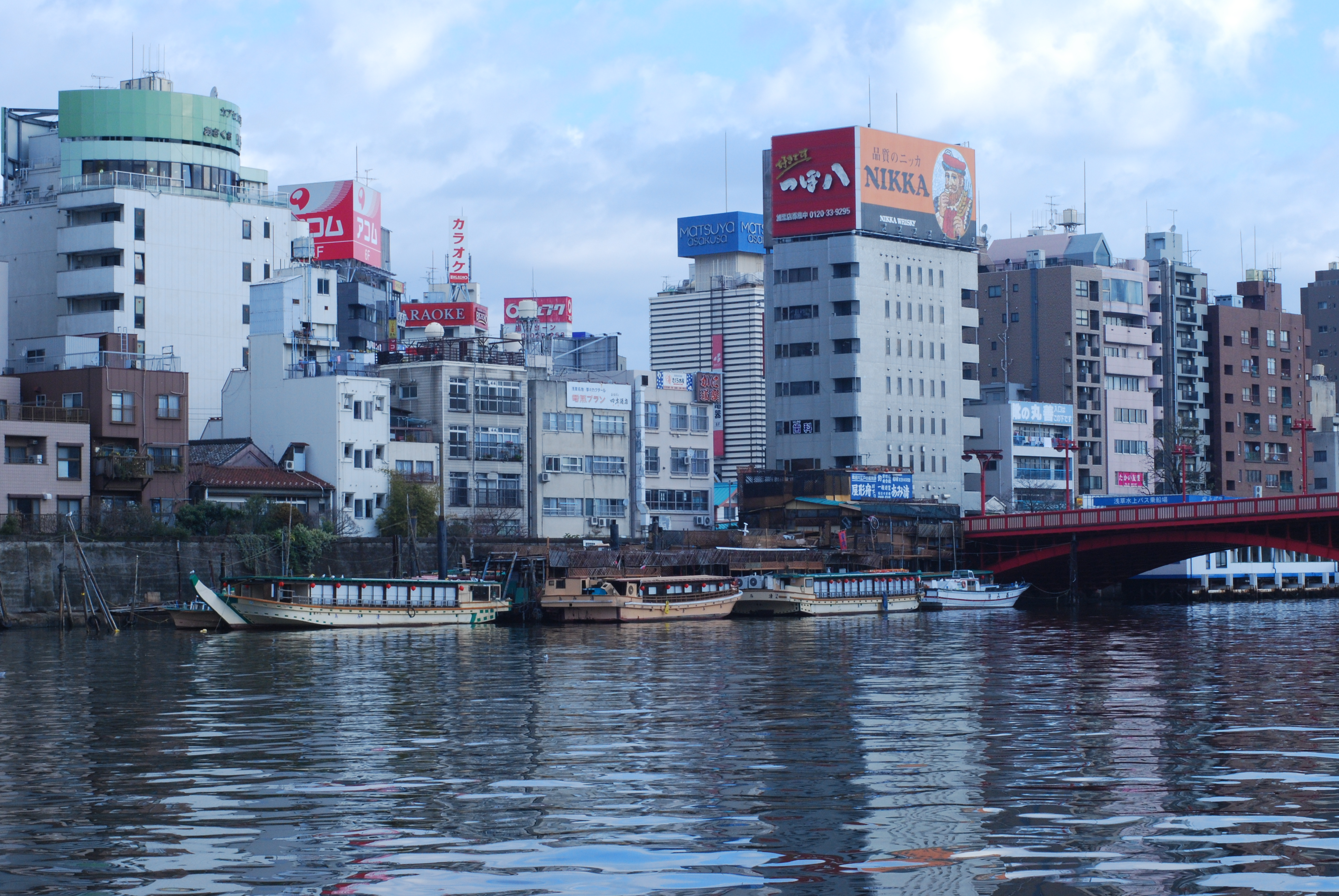
De Sumida in Asakusa
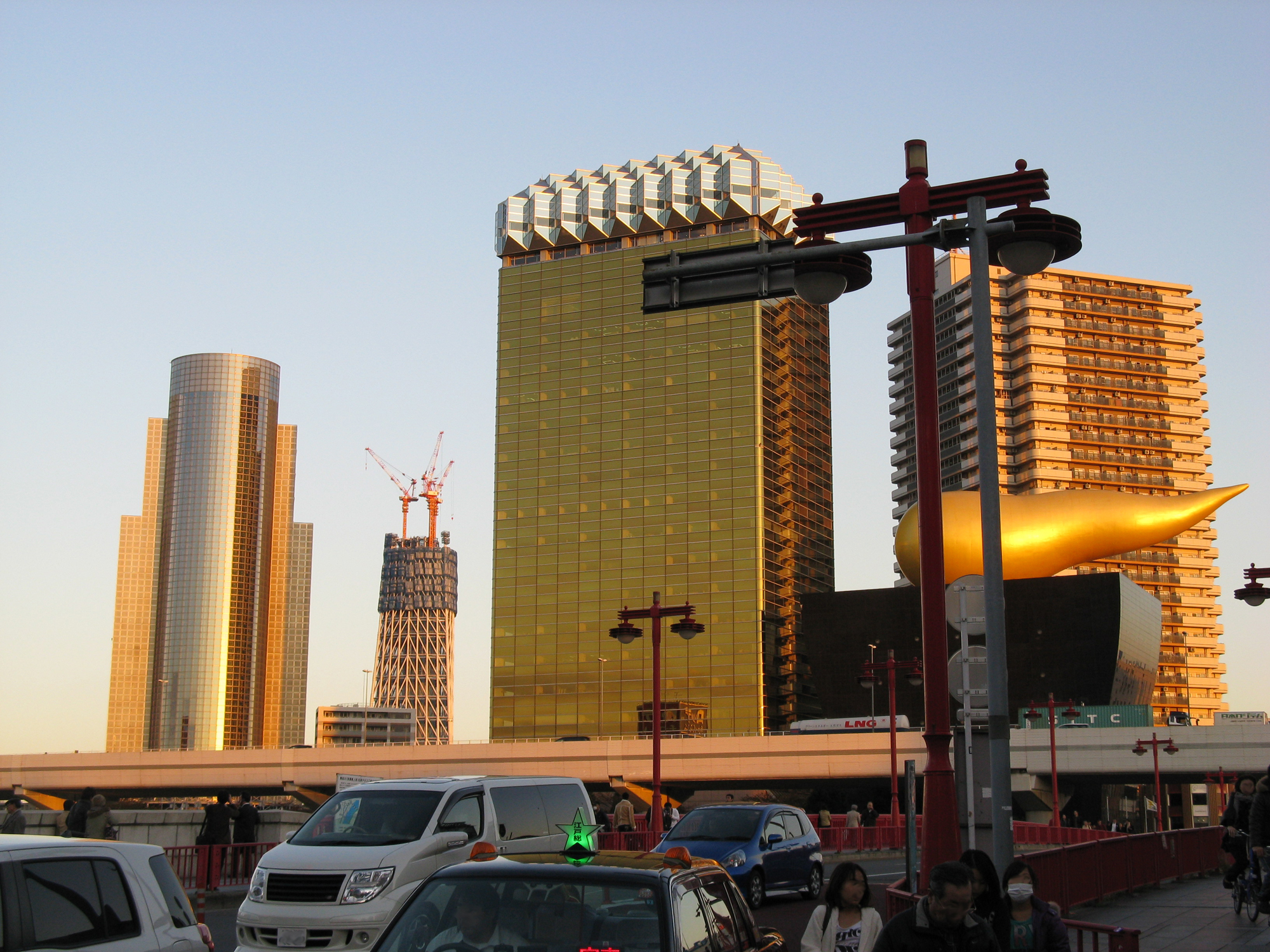
Gebouwen langs de Sumida (met de Tokyo Skytree in aanbouw)
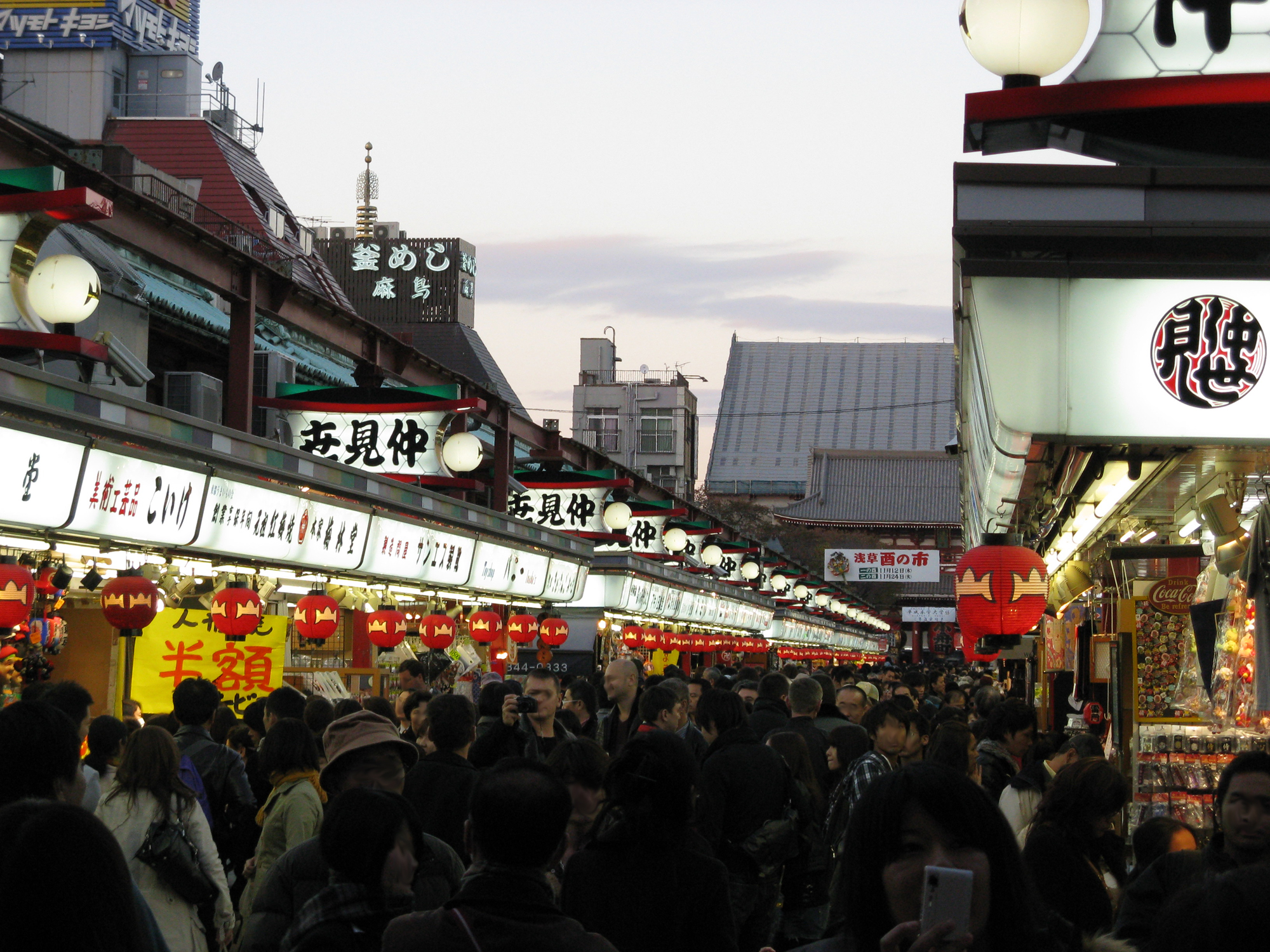
Nakamise

Akasaka · Akihabara · Aomi · Aoyama · Ariake · Asagaya · Asakusa · Asakusabashi · Azabu · Daikanyama · Den-en-chōfu · Ebisu · Futako Tamagawa · Ginza · Gotanda · Hamamatsuchō · Harajuku · Hibiya · Hongō · Ichigaya · Iidabashi · Ikebukuro · Iwamotochō · Jiyūgaoka · Jinbōchō · Jūjō · Kabukichō · Kagurazaka · Kajichō · Kanda · Kasumigaseki · Kichijōji · Koishikawa · Kugayama · Kyōbashi · Kōenji · Kōjimachi · Marunouchi · Mita · Nagata · Nihonbashi · Nishi Shinjuku · Ochanomizu · Odaiba · Ogawamachi · Ōizumigakuenchō · Omori · Omotesandō · Otemachi · Roppongi · Ryogoku · Sanya · Sendagaya · Shiba · Shibaura · Shibuya · Shimo-Kitazawa · Shinbashi · Shinjuku · Shinjuku ni-chōme · Shiodome · Shirokane · Shirokanedai · Sugamo · Surugadai · Takadanobaba · Takanawa · Tamachi · Tateishi · Tatsumi · Toyosu · Tsuki no Misaki · Tsukiji · Tsukishima · Uchi-Kanda · Ueno · Wakasu · Yaesu · Yayoi · Yoga · Yotsuya · Yoyogi · Yūrakuchō